# 집진장치

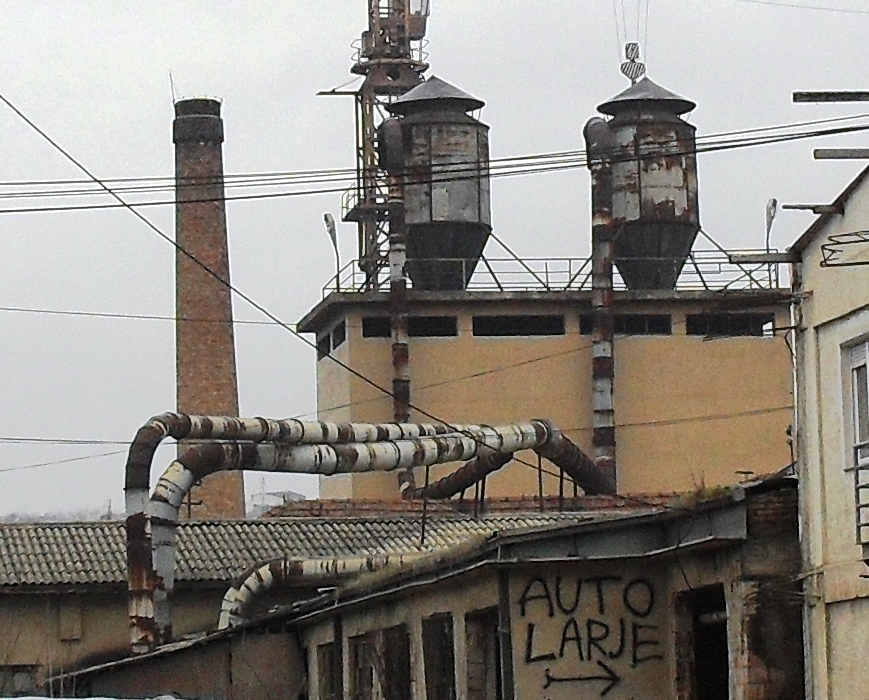
코소보의 집진장치

집진장치 또는 집진기는 대기나 기체로부터 먼지와 기타 불순물들을 수집함으로써 산업, 상업 공정으로부터 방출된 대기의 질을 개선하기 위해 사용되는 시스템이다.
집진장치에는 중력에 의한 분리작용을 이용한 중력침강식(重力沈降式), 분진(粉塵) 입자의 관성을 이용하여 분리의 정도를 높이는 관성분리식, 중력 및 관성을 이용한 방법에 의해 분리되지 않는 경우 사용하는 원심력방식(遠心力方式), 여과시켜 분진을 가스로부터 분리하는 여과방식, 위의 방식에 물을 이용한 세척방식, 전기집진방식 등이 개발되어 있다. 이러한 집진장치의 선택은 용도에 적합하며 비용면에서도 적절한 방식을 택하여야 한다.
먼지 제거를 위해 필터를 사용하는 공기청정기와는 구별한다.